# Adolfo Nicolás Pachón
Adolfo Nicolás Pachón (castellà: Adolfo Nicolás)  (Villamuriel de Cerrato, 29 d'abril de 1936 - Tòquio, 20 de maig de 2020) fou un sacerdot espanyol de la Companyia de Jesús. El 19 de gener de 2008 va ser triat com el trentè Prepòsit General de la Companyia de Jesús, succeint a Peter Hans Kolvenbach. Va ocupar el càrrec fins al 14 d'octubre de 2016, data en què va ser substituït per Arturo Sosa Abascal.

## Biografia
Oriünd de Villamuriel de Cerrato, província de Palència, era el tercer de quatre germans (Antonio, Félix, Adolfo i José). El seu pare era militar de professió. Va estudiar en el Col·legi de Areneros amb la promoció de 1953.
El 15 de setembre de 1953 va començar la seva vida religiosa entrant com a novici a Aranjuez. Posteriorment, va acabar els estudis de Filosofia a Alcalá de Henares. Es va traslladar a Tòquio en 1961, on va acabar Teologia i va ser ordenat sacerdot el 17 de març de 1967, amb 30 anys. Entre 1968 i 1971 estudia teologia sistemàtica i obté el doctorat en Teologia a Roma, a la Pontifícia Universitat Gregoriana. El 1971 va tornar a Àsia, on va estar quaranta-quatre anys. A Tòquio exerceix com a professor de Teologia Sistemàtica a la Universitat Sofia i fa els últims vots a la Companyia el 5 d'octubre de 1976. Després de set anys a Tòquio és traslladat a les Filipines com a director de l'Institut Pastoral de Manila (EAPI) fins a 1984. Entre 1991 i 1993 exerceix de rector de l'escolasticat de Tòquio, i posteriorment, entre 1993 i 1999, és el Superior Provincial dels Jesuïtes al Japó. Entre els anys 2000 a 2004 treballa en un Centre Pastoral d'immigrants a Tòquio. El seu treball és difícil però és capaç d'ajudar a immigrants filipins i d'altres països asiàtics a Tòquio. S'obté així una experiència de primera mà del sofriment d'aquestes persones.
Des de 2004 i fins a la seva elecció com prepòsit general exerceix el càrrec de president de la Conferència de Provincials d'Àsia Oriental i Oceania. Va ser corresponsable de tota la regió jesuïta d'Àsia Oriental que va des de Myanmar (Birmània) i la Xina a Micronèsia al Pacífic, incloent-hi la província d'Austràlia.
El 19 de gener de 2008 els 217 jesuïtes electors reunits a Roma el van elegir com a successor de Peter Hans Kolvenbach, en la 35a Congregació General, convertint-se així en el setè espanyol que arriba al càrrec. A més del seu nadiu castellà, parla cinc idiomes: català, japonès, anglès, francès i italià. El primer acte de Nicolás com a Superior va ser visitar les habitacions on el fundador, sant Ignasi de Loiola, va viure molt de temps, va escriure les Constitucions i va morir.